# Odo van Fézensac
Odo Falta van Fézensac (gestorven 985) was de oudste zoon van Willem Garcés. Willem Garcés schonk Fézensac bij zijn dood in 960 aan zijn oudste zoon, terwijl Armagnac naar de jongste zoon Bernard ging.
De eerste jaren van zijn bewind plunderde Odo de naburige gebieden en beging hij vele misdaden tegen de geestelijken, waardoor hij Falta (de waanzinnige) genoemd werd. Als boetedoening schonk hij later aan de kanunniken van Onze-Lieve-Vrouw de kerk van Saint-Martin van Berdale. Bernard († 1060) was zijn zoon en opvolger.